# Never Too Late
Never Too Late — чотирнадцятий студійний альбом британського рок-гурту Status Quo, який був випущений 20 березня 1981 року.

## Список композицій
1. Never Too Late — 3:59
2. Something 'Bout You Baby I Like — 2:51
3. Take Me Away — 4:49
4. Falling in Falling Out — 4:15
5. Carol — 3:41
6. Long Ago — 3:46
7. Mountain Lady — 5:06
8. Don't Stop Me Now — 3:43
9. Enough is Enough — 2:54
10. Riverside — 5:04

## Учасники запису
- Френсіс Россі — вокал, гітара
- Рік Парфітт — вокал, гітара
- Алан Ланкастер — бас-гітара
- Джон Колен — ударні

## Чарти
| Чарт (1981)                                  | Найвища позиція |
| -------------------------------------------- | --------------- |
| Australian Albums (Kent Music Report)        | 33              |
| Австрія Austrian Albums (Ö3 Austria)         | 9               |
| Нідерланди Dutch Albums (MegaCharts)         | 15              |
| Німеччина German Albums (Offizielle Top 100) | 12              |
| Норвегія Norwegian Albums (VG-lista)         | 12              |
| Швеція Swedish Albums (Sverigetopplistan)    | 14              |
| Велика Британія UK Albums (OCC)              | 2               |

## Сертифікації
| Регіон                                                                                          | Сертифікація | Продажі  |
| ----------------------------------------------------------------------------------------------- | ------------ | -------- |
| Франція (SNEP)                                                                                  | Золотий      | 100 000* |
| Іспанія (PROMUSICAE)                                                                            | Платиновий   | 100 000^ |
| Велика Британія (BPI)                                                                           | Золотий      | 100 000^ |
| *продажі, що базуються лише на сертифікаціях ^відвантаження, що базуються лише на сертифікаціях |              |          |